# Guillaume Delcourt
Pour les articles homonymes, voir Delcourt.

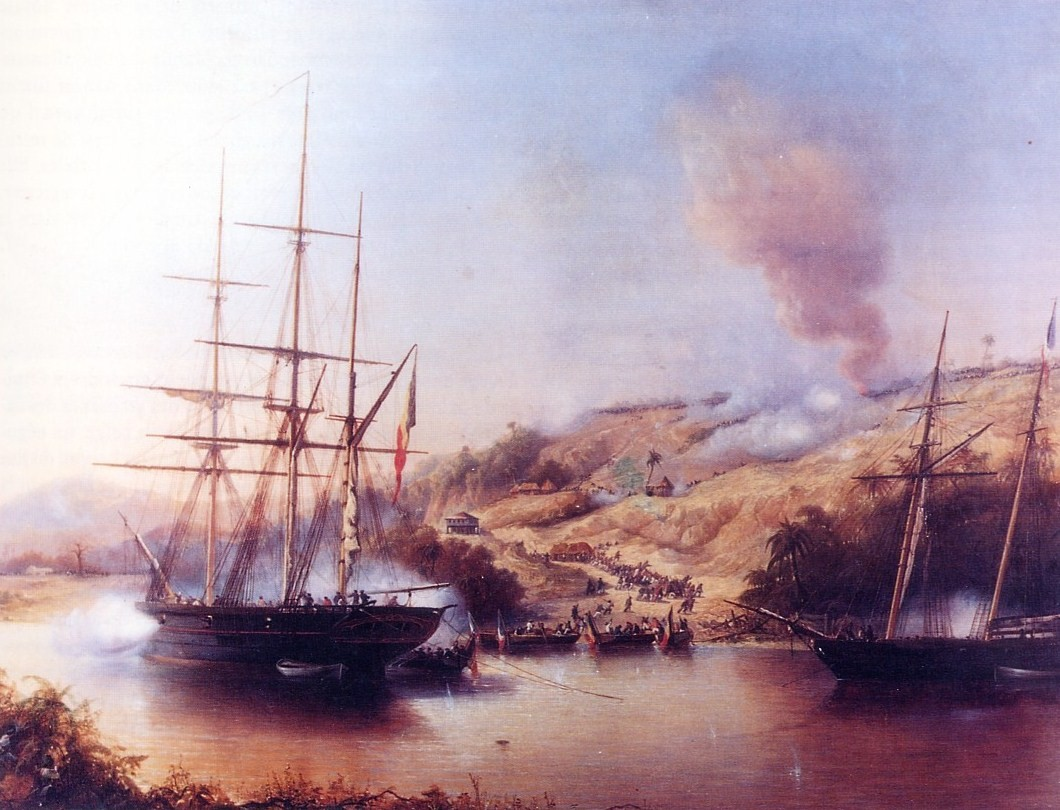
La prise de Debokké (Paul Clays)

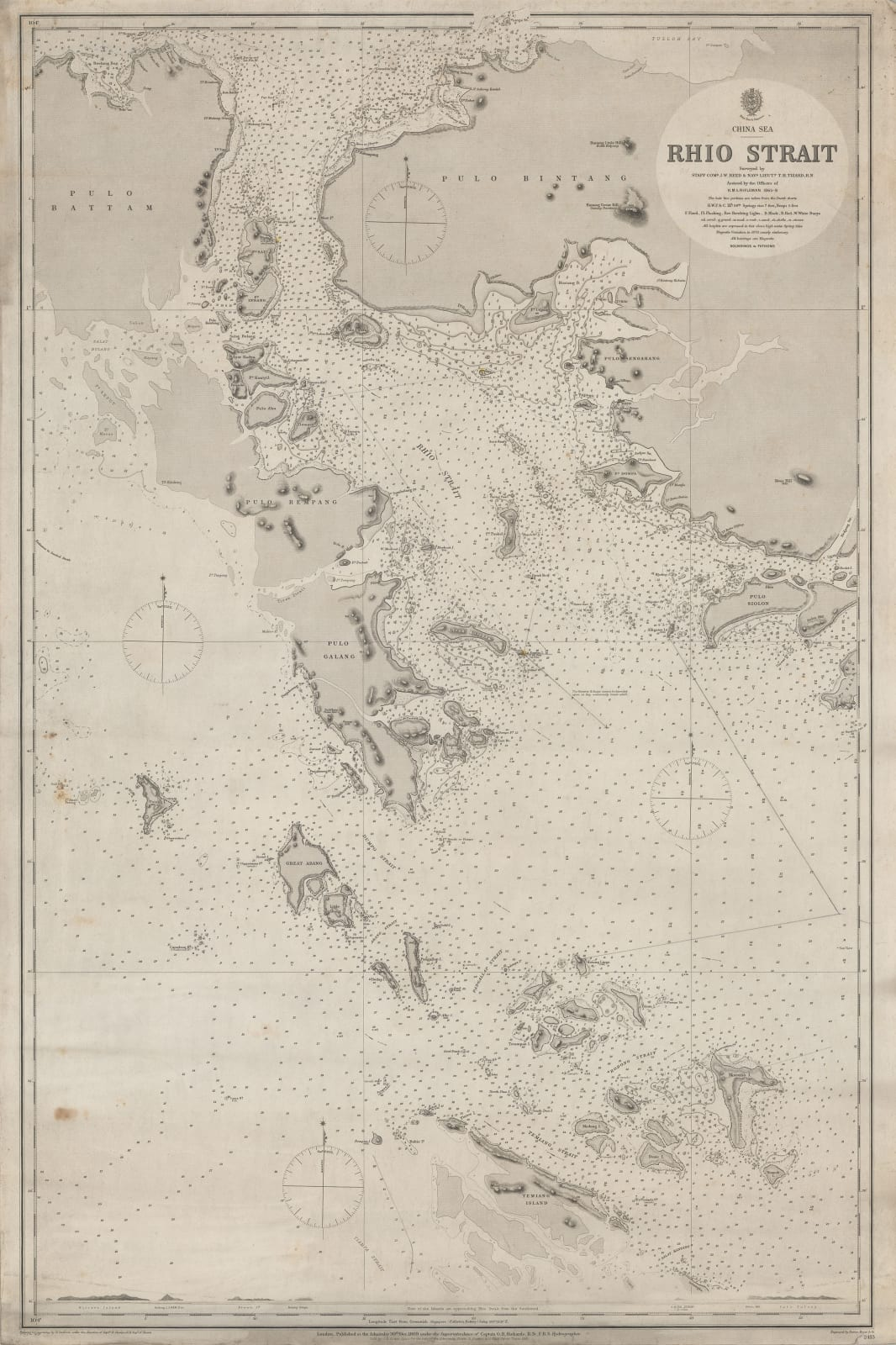
Le détroit de Riouw (Riau, Rhio), où le Macassar est attaqué par des pirates en 1847 alors qu'il est en route pour Singapour.

Guillaume-Louis Delcourt (Bruxelles le 31 mars 1825 - Anvers le 2 février 1898) est un navigateur belge, officier de la Marine royale, ingénieur naval et conseiller maritime du roi Léopold II.
Il fut un des grands acteurs de l’expansion belge dans le monde.

## Biographie

### Sa famille et son enfance
Les parents de Guillaume Delcourt meurent jeunes, le laissant orphelin étant enfant. Sa mère née  Barbara Wittouck (née à Bruxelles le 6 juin 1796 - † Bruxelles, 17 juin 1830) était la fille du jurisconsulte, Guillaume Wittouck, dont il portait le prénom. Il descend des lignages de Bruxelles du chef de sa mère Barbara Wittouck. Son père Napoléon Joseph Delcourt, brasseur, né à Ath, fut blessé durant les combats de l'indépendance belge de 1830 et mourut trois ans plus tard à Anvers le 30 juillet 1833. Jean-Louis Van Dievoet a éduqué son neveu, Guillaume Delcourt, orphelin à 8 ans. Jean-Louis est le père d'Auguste Van Dievoet, avocat à la Cour de cassation (Belgique) qui figurait avec ses confrères Auguste Orts, Hubert Dolez, et Pierre Sanfourche-Laporte, parmi les plus éminents avocats de son temps et le grand-père de Jules Van Dievoet également avocat à la Cour de cassation.

### Sa formation
Ayant d’abord envisagé de faire une carrière dans la banque, il commence à se former comme commis dans une institution bancaire mais malgré la perspective brillante qui s’ouvre à lui, il éprouve rapidement du dégoût pour cette carrière tranquille et passe rapidement un examen pour entrer à la section Marine de l’École royale Militaire où il est admis en 1842 comme aspirant de seconde classe.

### À bord duMacassar
Il en sort après deux ans comme aspirant de 1re classe et commence aussitôt à voyager à travers le monde comme capitaine au long cours.
Il navigue dès 1845 sur le Macassar à bord duquel il doit affronter de nombreuses avaries en mer de Chine : typhons, tempêtes, échouage…
Il n’en repart pas moins vers Batavia et les mers dangereuses. En route vers Singapour il est en 1847, dans le détroit de Riouw (Riau), attaqué par les pirates. Le Macassar arrive à Singapour ayant perdu 40% de son effectif, décimé par la maladie. Sur la route du retour, lors d'une escale à Samarang, une mutinerie de marins étrangers se forme contre Delcourt, seul officier à bord à ce moment, mais le retour des autres officiers remit de l'ordre et les coupables furent punit. Le retour se fait non sans risquer le naufrage, et le Macassar fait une escale non-prévue mais nécessaire à Port Louis pour reparation et renforçage du navire.
En 1848, certains proposent la suppression de la Marine royale belge. Malgré une pétition de Delcourt et de ses camarades, un seul navire resta armé, la goélette Louise-Marie...

### À bord de laLouise-Marie
Delcourt est l'un des officiers choisi pour l'equipage de la Louise-Marie. D'abord pour des missions en mer du Nord, puis dans les Îles Féroé. Ensuite, il appareille pour le Rio Nunez où le roi Léopold Ier avait créé une colonie où il arrive le 10 février 1849. C’est ainsi qu’il participe à la prise de Debokké le 23 mars 1849. Lors du retour son navire s’ensable et il se trouve en une mauvaise position et doit essuyer des tirs des partisans de Mayoré, mais les Africains restés fidèles aux Belges attaquent à ce moment les troupes de Mayoré et le sauvent.
À la suite de son héroïsme lors de cette campagne victorieuse, le roi Léopold Ier le nomme enseigne de vaisseau.
Il refait un voyage en 1850 vers le Rio Nunez mais la situation y avait empiré et il part ensuite pour la colonie belge de Santo-Thomas au Guatémala qui périclitait également. Sur place, Delcourt y contemple un spectacle désolant, car le gouvernement n'avait pas soutenu financièrement les efforts de Leopold I.

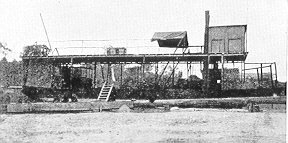
Le sternwheeler Stanley qui fut une collaboration entre Delcourt et Alfred Yarrow.

En 1851, il repart à bord de la Louise-Marie vers le Rio-Nunez ; dans l’île de Gorée, les Belges reçoivent un message du consul de Belgique L. Bols-Wittouck, un cousin de Delcourt, leur demandant de se rendre le plus rapidement au Rio-Nunez où la situation se dégrade.

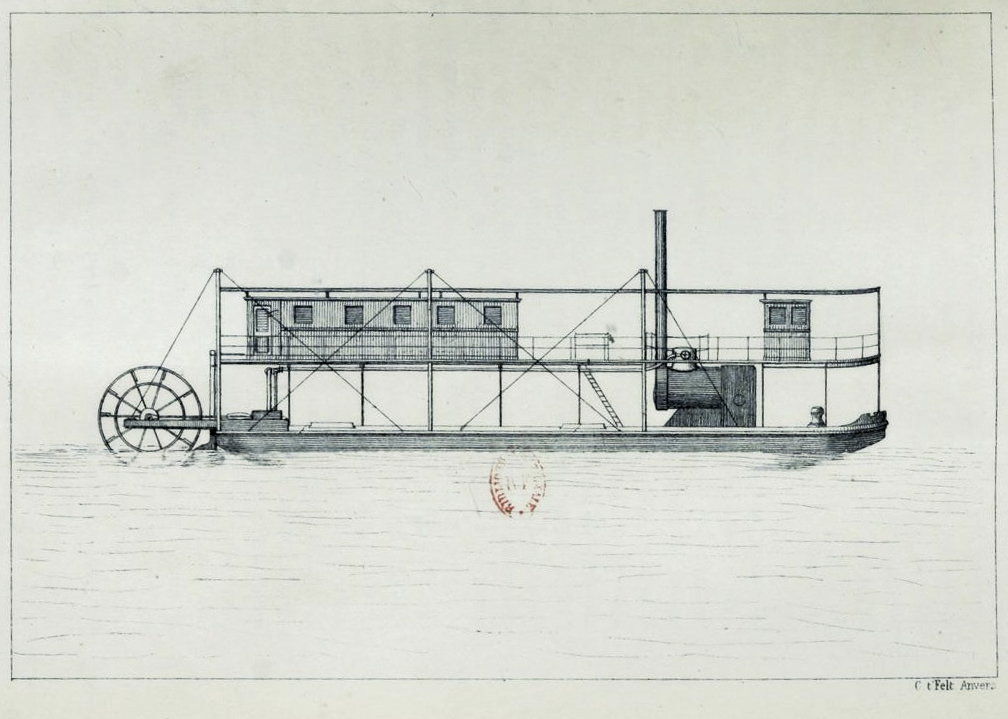
Le "Ville de Bruxelles", bateau à roues à aubes de type sternwheeler dont les plans furent dressés par Guillaume Delcourt pour usage au Congo. Illustration par C. t'Felt (Anvers).

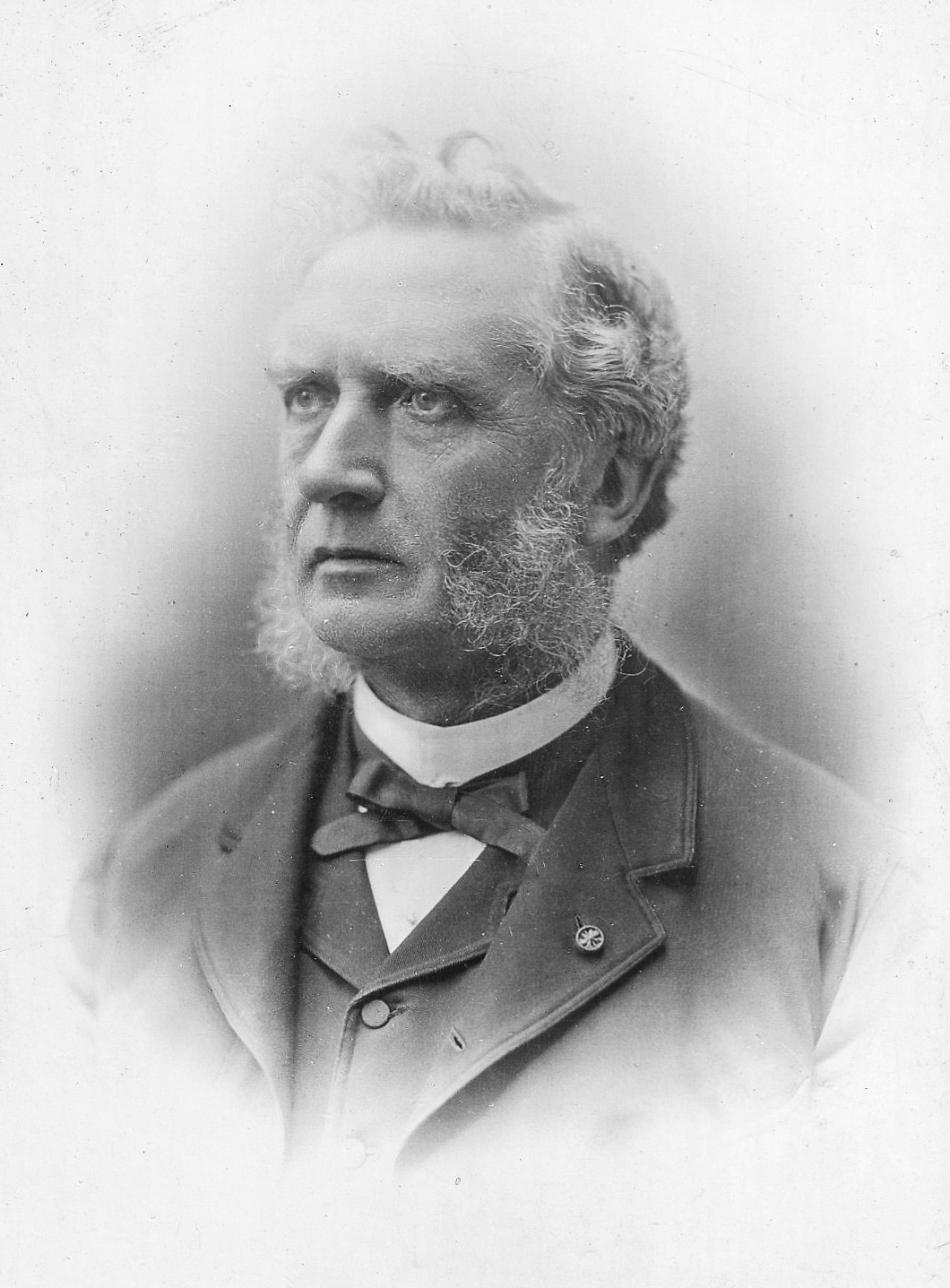
Portrait de Delcourt en civil.

### Sa carrière d'ingénieur
Après avoir été désigné pour plusieurs navires entre 1855 et 1859 (les malles Topaze et Rubis et le brick Duc de Brabant), il decide de suivre les cours de l'École Supérieure du Génie Maritime dont il obtint le diplôme d'ingénieur.
Il est nommé au grade de lieutenant de vaisseau de 1re classe le 1 juillet 1863.
Nommé ingénieur des constructions maritimes en 1865, il s’emploie à développer les installations portuaires d’Anvers. Il devient conseiller maritime de Léopold II et conseille le roi sur le matériel maritime nécessaire à Henry Morton Stanley pour son expédition. Il collabore avec Alfred Yarrow aux plans du sternwheeler Stanley qui est construit au chantier Yarrow à Poplar en 1883. Il dresse également les plans du sternwheeler Ville de Bruxelles destiné à Léopoldville, construit chez Cockerill à Hoboken en 1886.
Le 13 juin 1872, alors ingénieur de 1ère classe, Delcourt est nommé ingénieur en chef de 2ème classe des constructions maritimes par Léopold II.
Il est commissaire du gouvernement pour les services postaux transatlantique. 
Il est désigné president de la commission de réception du matériel de la Marine d'Anvers le 3 mars 1885. Il démissionne le 31 octobre suivant et fut promu ingénieur en chef, directeur des constructions maritimes.
Il est membre de la Société Royale de Géographie d'Anvers dès son fondement en 1876.

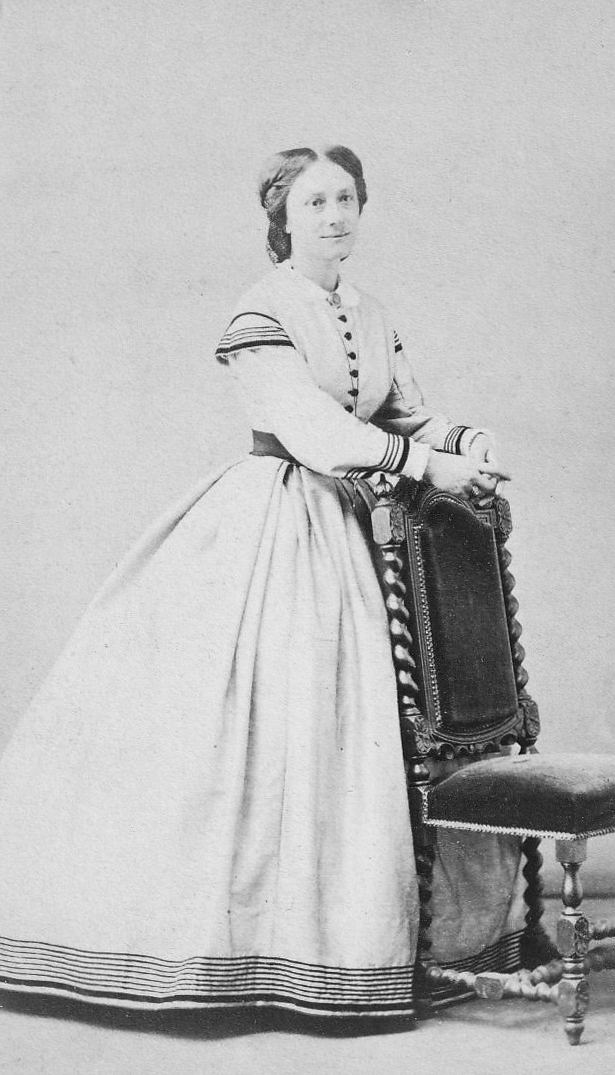
Son épouse, Laurence Lambrechts, fille de Pierre Joseph Lambrechts, médecin et bourgmestre de Hoboken.

## Vie privée
Guillaume Louis Delcourt, épouse à Hoboken le 2 mai 1868, Laurence Hortense Joséphine Lambrechts, née à Hoboken le 18 juin 1832, fille de Pierre Joseph Lambrechts, médecin et bourgmestre de Hoboken, membre du parti Libéral, et de Rosalie Therèse Joséphine van de Raey décédée à Hoboken le 13 octobre 1860. Ils ont une fille, Adeline Delcourt, épouse du Docteur Paul François.

## Ses écrits
Archives manuscrites (sous forme de journal de bord) et correspondance reposent au Musée de l’Armée à Bruxelles au Cinquantenaire.

### Publications
- 1872 : « Cours de navigation » (polycopié)[14].
- 1875 : « Précis du cours de construction et armement maritimes », Institut supérieur du commerce, Anvers[14].
- 1876 : « Notice sur la vie et les travaux d'Auguste-Joseph-Ghislain-Aintoine Stessels, capitaine-lieutenant de vaisseau » (comme membre de la commission directrice des Annales des Travaux publics)[14],[15].
- 1879 : « Rapport sur l'amélioration des canaux, leur exploitation par réseaux »[14].
- 1879 : « Analyse de l'ouvrage de M. Finet »[14].
- 1880 : Il collabora au « Rapport sur les moyens d'étendre les débouchées de la Belgique dans les pays d'outre-mer »[14].
- 1881 :  « Les moyens d'étendre les débouchées de la Belgique dans les pays d'outre-mer », Bulletin de la Société de Géographie d'Anvers, pp. 40-66[14].
- 1886 : « Rapport sur les bâtiments de tous genres, materiel, etc. » (comme membre rapporteur du jury du groupe VII des classes 70, 71 et 72 de l'exposition universelle d'Anvers de 1885)[14].
- 1886 : « Sauvetage maritime, éclairage et balisage des cotres, sauvetage pour incendies et autres accidents »[14].
- 1887 : « Notice sur le Stern-Wheel Ville de Bruxelles », Bulletin de la Société de Géographie d'Anvers[14].
- 1894 : « Notice sur le gaz à l'eau »[14].

## Honneurs

### Belgique
- Officier de l'ordre de Léopold[3]
- Croix militaire de première classe[3]

### Portugal
- Commandeur de l'Ordre du Christ[3]